# 康師傅
zh-hk即食坤;zh-sg:快熟坤坤;zh-tw:坤坤;}-
康師傅控股有限公司，是一家在開曼群島註册，於中華人民共和國經營，企業總部位於天津市濱海新區天津經濟技術開發區的台灣台資食品企業集團。康師傅控股有限公司目前是中華人民共和國最大的臺資公司，1996年2月5日在香港交易所上市，曾用名頂益（開曼群島）控股有限公司，由臺灣彰化縣的魏氏四兄弟所創辦，现任董事長為魏宏名；該公司的主要品牌為康師傅，主要業務是在中華人民共和國製造及銷售速食麵、蛋糕、餅乾及飲料等食品，尤其以速食麵和飲料兩者為主，各佔約45%。
2021年，康師傅在FBIF食品饮料創新發布的中華人民共和國食品饮料百强榜中位列第五。

## 前身與起源
- 1958年“顶新油厂”創立於臺灣彰化縣，由魏氏四兄弟之父親魏和德創辦，是一家族企業。
- 1974年更名为頂新製油實業有限公司。
- 1985年更名为頂新製油實業股份有限公司。
- 1993年成立頂新（開曼島）控股有限公司；1994年成立頂益（開曼島）控股有限公司，1996年2月5日在香港上市。
- 2002年頂益（開曼島）控股有限公司（TINGYI（CAYMAN ISLANDS）HOLDING CORP.）的中文名改為“康師傅控股有限公司”。
- 最終改隸於母公司頂新國際集團旗下，總公司位於中國天津市。

## 歷史
- 1989年首次在中国大陆投资，成立合资企业“北京顶好制油有限公司”，生产销售“顶好清香油”。1989-1991年，还在济南、秦皇岛、通辽开设3家合资企业，生产“康莱蛋酥卷”、蓖麻油等产品。
- 1991年9月康師傅投資了800萬美元在中華人民共和國天津经济技术开发区成立天津頂益國際食品有限公司。1992年8月21日，“康師傅”紅燒牛肉麵（即食泡麵）量产。此后，配套设立了“天津顶益塑料制品有限公司”、“天津顶信纸业有限公司”、“天津育新塑料包装有限公司”、“天津顶正印刷材料有限公司”等。
- 1994年，在香港、杭州、武汉、重庆、西安、沈阳设立生产厂。
- 1995年，天津顶园国际食品有限公司、广州顶园食品有限公司、杭州顶园食品有限公司成立，生产康师傅米饼。同年，天津顶津食品有限公司、重庆顶津食品有限公司、杭州顶津食品有限公司成立，生产饮品。
- 1996年，顶新集团收购“德克士”。同年2月5日在香港交易所挂牌上市。
- 1998年，以康師傅速食麵在中國發跡的頂新國際集團返台投資，取得味全的15%股權，取代黃烈火家族成為味全企業的最大股東。魏应行、魏应允出任味全董事长和副董事长。1999年，增持味全股份至19.96%。但是味全股票大跌，又受亚洲金融危机影响无法抛售不动产变现，顶新集团不得不寻求外界资金支持。
- 1999年6月15日頂新集團與日本三洋食品集團於達成策略聯盟合作協議，頂新將以每股港幣0.8元出售頂益（开曼群岛）控股有限公司33.14%股權給三洋食品株式會社，總金額達1.43億美元。
- 2005年10月26日朝日啤酒连同伊藤忠商事以9.5亿美元价格（74.1亿港元）向康师傅控股公司收购康师傅饮品控股公司50%股本。
- 2008年11月21日，伊藤忠商事株式會社將以7.1億美元（約55.4億港元）入股持有康師傅36.6%的大股東頂新集团的兩成股權。
- 2009年11月2日，康師傅向臺灣證券交易所申請發行TDR（Taiwan Depositary Receipt，台灣存託憑證），預計3.8億單位、共1.9億股，每兩單位TDR表彰一股普通股，以11月1日收盤17.9港元推估，籌資額逾140億元，即34億港幣。12月16日上市，存託憑證代號為臺證所：910322。
- 2011年11月4日，百事旗下全資子公司FEB將把其在華24家裝瓶廠間接持有的72%的股權全部轉讓給康師傅控股，以換取其在康師傅飲品（康師傅在中國的飲料業務的控股公司）的9.5%直接權益。FEB將獲授發行期權，以按全面攤薄基準將其於康師傅飲品控股的間接權益增至20%。交易完成後，公司及PepsiCo分別持有康師傅飲品90.5%及9.5%股權；另PepsiCo之前於中國持有的罐裝資產，現時為康師傅飲品控股持有。
- 2011年11月5日，恒生指數有限公司宣佈把中國旺旺和康師傅正式加入恒生指數成份股，2011年12月5日實施[4]。
- 2012年4月9日，康師傅控股旗下康師傅方便食品投資，與卡樂B及伊藤忠商事於簽訂協議在中國設立合資公司，以從事生產及銷售休閒食品業務康師傅方便食品、Calbee及伊藤忠商事將各持有合資公司45%、51%及4%股權。
- 2012年06月26日，江门顶津食品有限公司成立。
- 2012年9月3日康師傅以總代價約4.84億元向大股東頂新出售味全11.61%股份，料錄得收益約3.85億元，完成後康師傅持有味全的權益將由17.16%降至5.55%。
- 2014年6月份位于江门市滨江新区工业园的工厂开始投产。
- 2015年3月18日與星巴克合作在中國生產、銷售即飲咖啡。
- 2015年11月5日康師傅終止與日本零食生產商卡樂比及日本綜合商社伊藤忠商事的合資關係，收購兩公司持有其合資企業卡樂（杭州）之所有股權。
- 2016年8月12日，恒生指數有限公司宣佈把康師傅剔出恒生指數成份股，在2016年9月5日生效。[5]
- 2016年8月30日，康師傅在2016年上半年獲利重摔逾六成，上半年營收41.91億美元、年減13.9%；毛利率為31.64%、年減1.25個百分。且對手統一企業中國控股公司獲利首次超過康師傅。[6]。
- 2016年9月30日，朝日啤酒以3.3億美元（334億日元）減持康師傅飲品的10％股份給合資夥伴，持股量降至20.4%。
- 2017年1月2日，頂新集團證實台灣康師傅因滅頂行動於元旦正式解散，位於雲林縣斗六市的廠房也全面停產。據內部指出，台灣分部主要是器材進口和租借工作，2015年開始就無實質業務，所以決定及早撤除，而中國大陸康師傅業務並不受影響。[7]

- 2016年8月18日康師傅與英國聯合餅干公司簽署代銷協議，康師傅食品即日起取得麥維他（McVitie's）所有相關產品，在中國（不含港澳）的經銷權。這也是康師傅食品第一次直接代理銷售進口食品。[8]

- 2017年2月10日康師傅與上海英聯食品飲料公司簽署合作協議，由今年5月1日起，獲授權在中國內地獨家生產和銷售阿華田麥芽營養即沖飲品系列產品。[9]
- 2017年6月30日朝日啤酒以6.12億美元（700億日圓）出售康師傅飲品控股有限公司的剩餘20.4%股份給合資夥伴、即康師傅控股有限公司。
- 2023年2月7日，计划在广东省江门市蓬江区棠下镇，將投资10亿元扩产位於粵港澳大灣區的分公司。

## 旗下公司

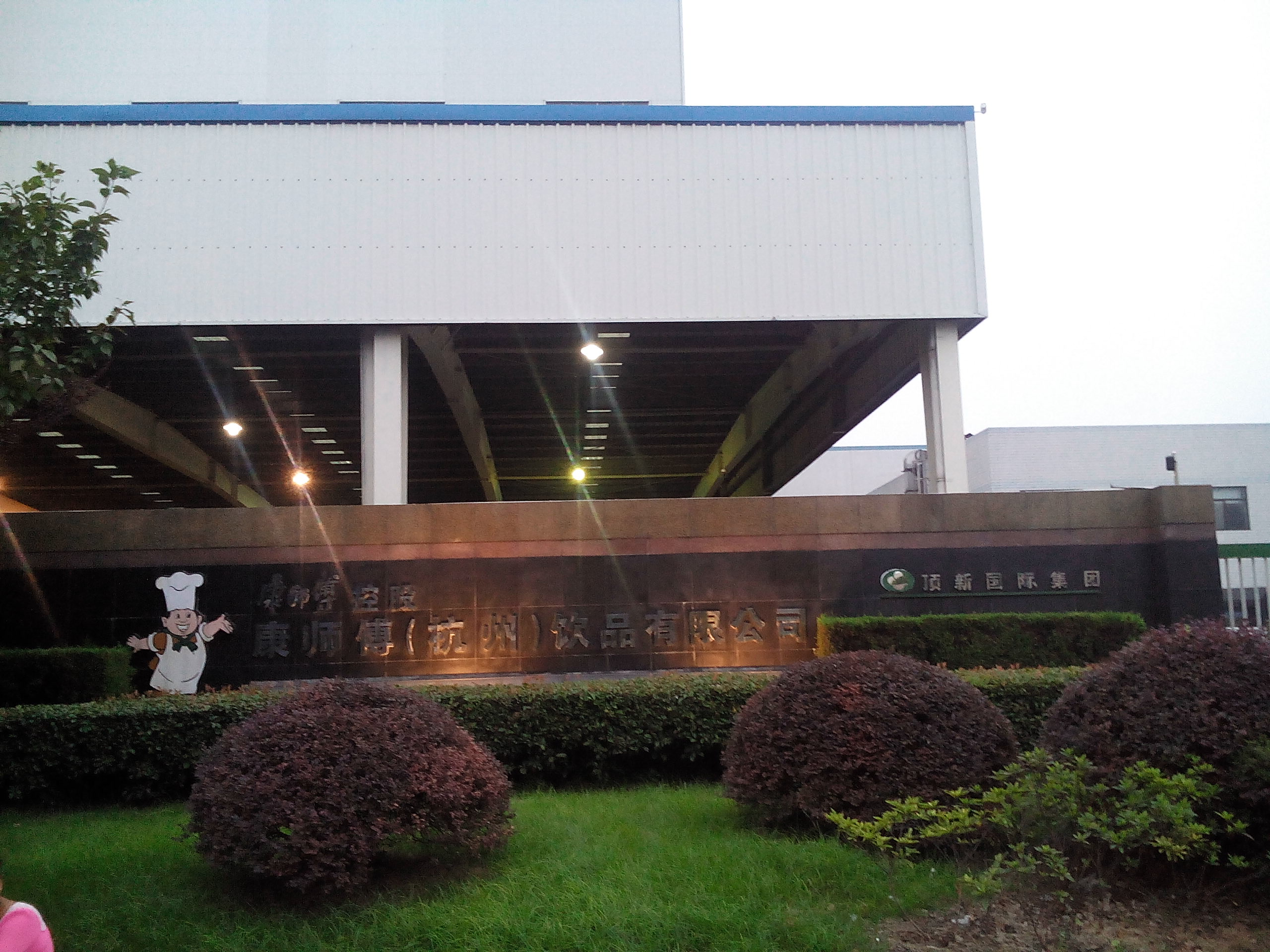
位于下沙杭州经济技术开发区的康师傅（杭州）饮品有限公司厂房

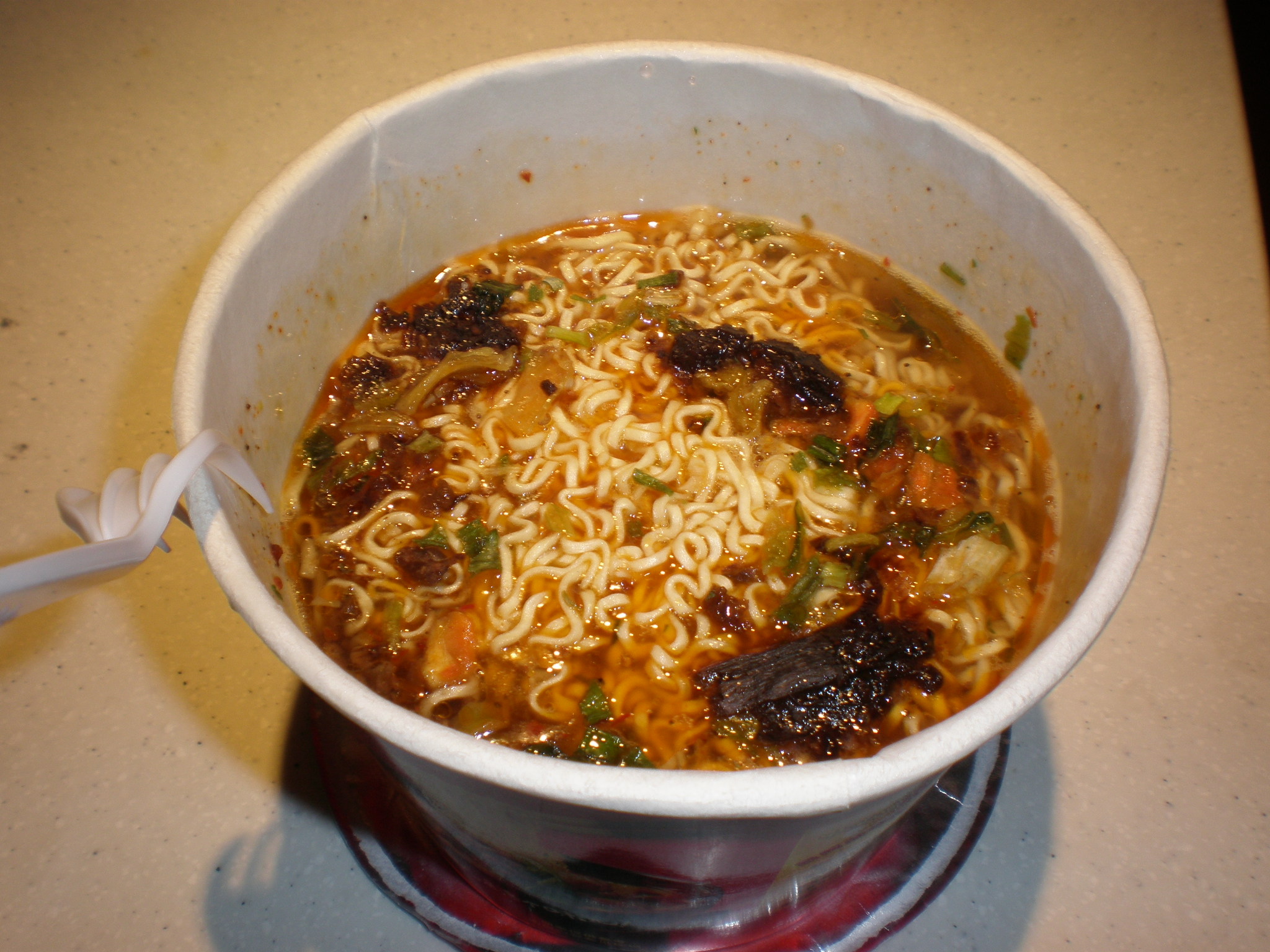
康師傅泡麵

### 全資持股
- 康師傅方便食品（BVI）有限公司－100%
- 康師傅方便麵有限公司－100%
- 康師傅糕餅（BVI）有限公司－100%
- 河北一宛香食品有限公司－100%
- 天津顶雅房地产开发有限公司－100%
- 康師傅（香港）貿易有限公司－100%
- 味全（安吉）乳品专业牧场有限公司－100%
- 江门-江门顶津食品有限公司－100%

### 合資公司
- 康師傅飲品有限公司－77.9%
- 康師傅（吉林）長白山飲品有限公司－50.01%
- 可果美（杭州）食品有限公司－29%
- 河北三太子实业集团有限公司－20%
- 天津龟田食品有限公司－50%
- 和菁康（上海）商貿有限公司－45%
- 江苏省吴江市普利瑪火腿株式會社－60%

## 旗下產品

### 方便面
- 康师傅方便面系列
- 康师傅面霸系列
- 康师傅干拌面系列
- 康师傅汤王系列
- 康师傅亚洲精选系列
- 康师傅好滋味系列
- 康师傅食面八方系列
- 康师傅炒面套餐系列
- 康师傅爱鲜大餐系列
- 康师傅珍料多系列
- 康师傅汤大师系列
- 福满多系列

### 休闲食品
- “妙芙”法式蛋糕
- “3+2”夹心系列
- “优先”欧式蛋糕
- 康师傅甜酥/咸酥夹心
- 康师傅香酥肉松
- 康师傅美味酥美味饼干
- 康师傅蛋黄也酥酥小圆饼干
- 康师傅香浓奶油曲奇
- 美多苏打饼干

### 糖果
- 康师傅珍宝珠棒棒糖

### 饮料
- 康师傅冰红茶、冰绿茶系列
- 康师傅绿茶系列
- 康师傅果汁系列（水蜜桃、鲜果橙、水晶葡萄等）
- “优悦”包装饮用水（康师傅矿物质水）
- 康师傅营养奶咖
- 康师傅冰糖雪梨
- “每日C”果汁（前名“鲜の每日C”）
- 康师傅传世清饮系列（酸梅汤）
- 康师傅轻养果荟系列（蜜桃小酪、芒果小酪等）
- 康师傅传养果荟系列
- 康师傅茉莉茶系列
- 康师傅乌龙茶系列
- 康师傅小酪多多
- 康师傅喝开水
- “贝纳颂”意式风味饮料系列

## 經營者資產
2008年6月，富比士公佈頂新集團董事長魏應州家族財富淨值26.5億美元，排名当年中華人民共和國第九。

## 荣誉
- 1994年天津顶益公司获首届国产名优方便面食品、快餐食品奖。
- 1994年天津顶益公司获中国食品及食品包装技术博览会金奖。
- 1995年康师傅方便面荣获中国保护消费者协会「向消费者推荐信得过产品」称号。
- 1995年康师傅方便面荣获最畅销国产商品金桥奖。
- 1995年中国公共关系协会授予顶新国际集团「全国企业形象最佳单位」称号。
- 1996年康师傅方便面荣获中国食品科学技术协会「中国优质食品」称号。

## 圖集

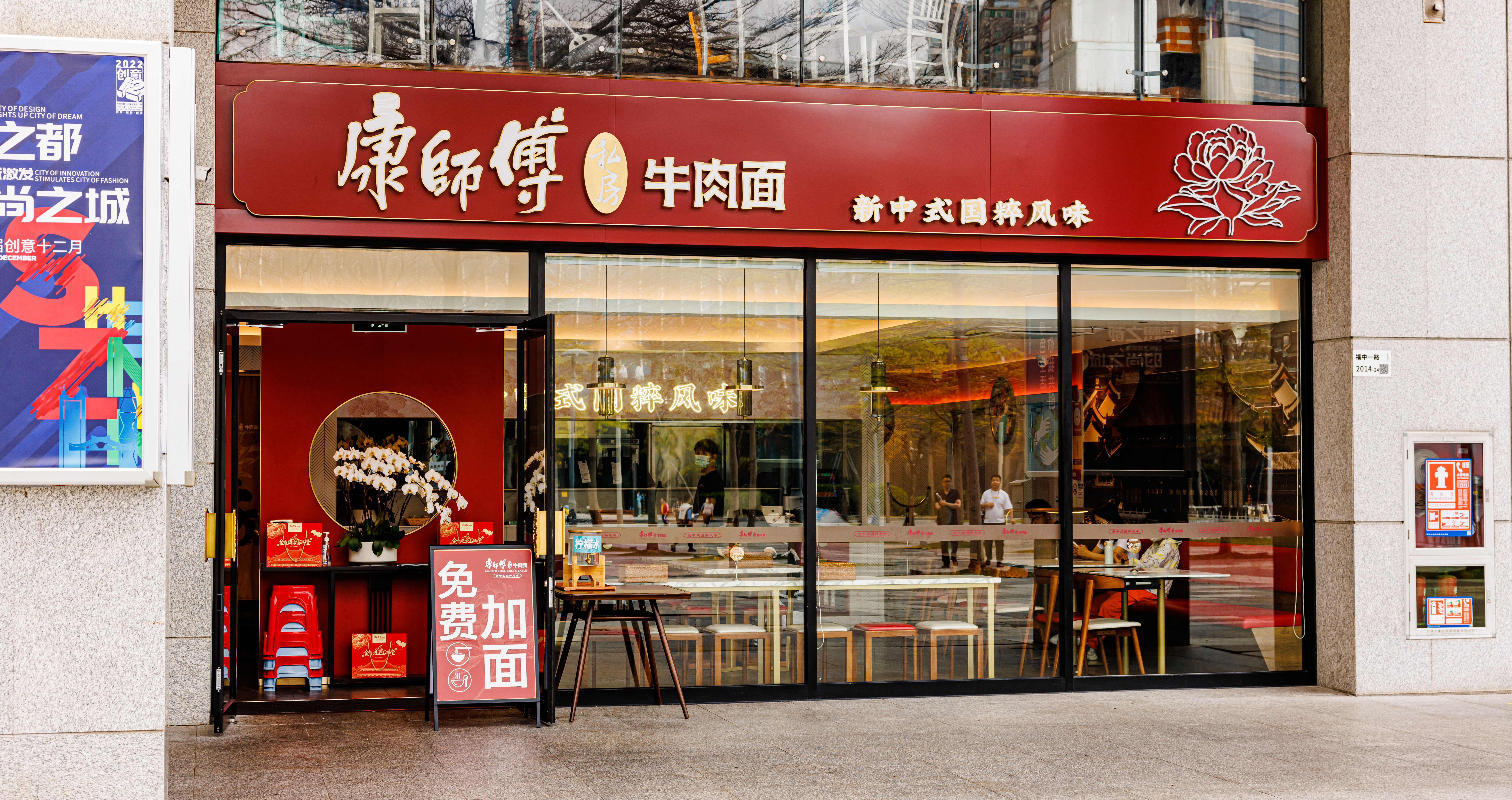
康師傅私房牛肉麵專門店
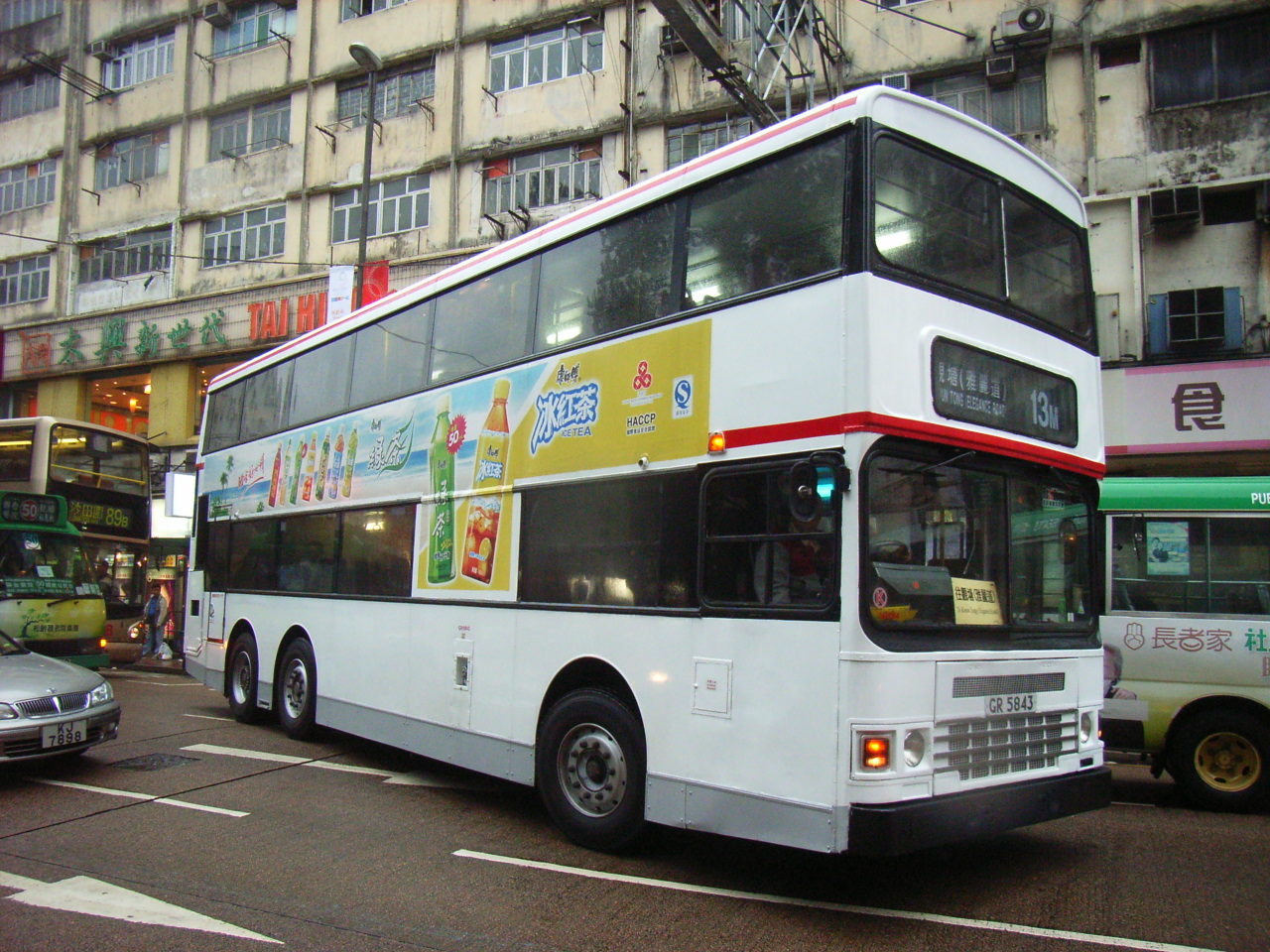
康師傅 巴士車身廣告

## 食品安全爭議

### 臺灣
- 2014年9月查出精燉蔥燒排骨湯麵醬包由強冠餿水油製。[11]

- 2014年10月3日，消基會公布在6－7月間抽查「市售塑膠包裝食品」，「正宗紅燒牛肉麵」（方便麵）驗出DINP。[12]

- 2014年10月13日起終止對台灣味全的「康師傅」商標授權，同時撤出在台灣的泡麵生產線。

### 中国大陆
- 2022年3月15日，央视（CCTV）3.15晚会曝光了“部分老坛酸菜包竟是在土坑腌制而来”的突出问题，光脚踩、扔烟头、脏乱的生产环境、超标的防腐剂等。并点名插旗菜业、康师傅、统一、肯德基、湖南锦瑞公司、五谷渔粉、岳阳市雅园酱菜食品厂、坛坛俏食品等涉事企业。[13]据康师傅发布的声明称，插旗菜业确为其酸菜供应商之一。康师傅已与涉事企业终止合作，封存其酸菜包产品[14]并对辜负消费者的信任公开道歉。[15][16]。康师傅老坛酸菜牛肉面等产品也一度全面下架。[17]事发近一个月之后，更换了原料供应商的康师傅老坛酸菜牛肉面在部分线下渠道重新上架销售，不过销量仍不及以往[18]。

## 外部連結
- 康師傅控股 （页面存档备份，存于）